# Taeyanna Adams
Taeyanna Aiyako Adams (* 14. März 2002) ist eine mikronesische Schwimmerin. 
Sie war, als einzige Frau unter den drei Teilnehmern ihres Landes der Olympischen Sommerspiele 2020, deren Fahnenträgerin. Die Wettbewerbe der Olympischen Sommerspiele wurden 2021 durchgeführt.

## Sport
Taeyanna Adams startete 2021 über 100 Meter Brust, kam jedoch als im Vorlauf Vierte nicht in das Halbfinale. Mit einer Zeit von 1:25,36 min erzielte sie Rang 41 in Tokio.
Bei den Kurzbahnweltmeisterschaften 2018 hatte sie einen Landesrekord über 50 m Brust aufgestellt. Insgesamt hatte sie fünf nationale Rekorde inne. Daneben nahm sie 2018 und 2019 an Meisterschaften in Papua-Neuguinea und Südkorea teil sowie 2017 an den fünften Asian Indoor Games in Aşgabat, Turkmenistan.